# Autobusna linija br. 160 u Zagrebu
Linija 160 (Savski most – Lipnica – Havidić Selo) prigradska je autobusna linija u Zagrebu.
Povezuje naselja sa samog juga Grada Zagreba (Havidić Selo i Lipnicu) sa Savskim mostom gdje se ostvaruje presjedanje na tramvaj. Također prolazi kroz Odranski Obrež te Donji i Gornji Dragonožec.

## Trasa
Prometuje svaki dan na trasi: Savski most – Jadranski most – Remetinečka cesta – Naletilićeva ulica – Obreška cesta – Dragonožečka cesta – Donjodragonoška cesta – Lipnička cesta – Vidov kut – Kuti – Havidićka cesta – Havidić Selo

### Posebni polasci
Zadnji polazak u danu iz Havidić Sela prometuje do Gornjih Trpuca. Pretvara se u liniju 163 i autobus kao takav nastavlja putovanje za Savski most.
Dva polaska linije 163 nedjeljom iz Gornjih Trpuca prometuju do Havidić Sela gdje postaju linija 160. Ti isti polasci linije 160 do Savskog mosta prometuju preko okretišta u Odranskom Obrežu, mijenjajući liniju 163.

## Vanjske poveznice
- Vozni red linije 160

1. ↑  Datoteke u GTFS formatu. zet.hr. Pristupljeno 5. lipnja 2025. - Sadrži informacije tijela javne vlasti u skladu s Otvorenom dozvolom